# Liviu Rebreanu
Liviu Rebreanu (n. 27 noiembrie 1885, Târlișua, Bistrița-Năsăud, România – d. 1 septembrie 1944, Valea Mare-Podgoria, Ștefănești, Argeș, România) a fost un prozator și dramaturg român, membru titular al Academiei Române. Este considerat, în tradiția critică românească, întemeietorul romanului modern în literatura română și unul din marii scriitori români din secolul al XX-lea. Romanele sale cele mai cunoscute, Ion și Răscoala, reprezintă o amplă frescă a vieții rurale dinainte de Primul Război Mondial.

## Biografie

### Primii ani
Liviu Rebreanu s-a născut la 27 noiembrie 1885 în satul Târlișua (din fostul comitat Solnoc Dăbâca - azi județul Bistrița-Năsăud), fiind primul din cei 14 copii ai învățătorului Vasile Rebreanu (1863-1914) și ai Ludovicăi (născută Diuganu). În tinerețe, mama sa (1865-1945) era pasionată de teatru, fiind considerată „primă diletantă” pe scena Becleanului de baștină. Ambii părinți constituie modelele familiei Herdelea care apare în Ion, Răscoala, Gorila, etc.
În anul 1889 familia Rebreanu s-a mutat în comuna Maieru, pe valea Someșului Mare. Scriitorul oferă el însuși o mărturie despre acei ani: „În Maieru am trăit cele mai frumoase și mai fericite zile ale vieții mele. Până ce, când să împlinesc zece ani, a trebuit să merg la Năsăud, la liceu”. 
În scrierile sale de sertar, la început în limba maghiară, și, apoi, în limba română, multe amintiri din copilărie aduc în prim-plan pe oamenii acestor locuri. Deși localizate în imaginarul Pripas (identificat de cercetători cu vechiul sat Prislop, astăzi, suburbie a orașului Năsăud, în care Liviu Rebreanu a locuit mai târziu), unele episoade din Ion au păstrat cadrul toponimic și onomastic al Maierului (Cuibul visurilor, cum mai este intitulat într-una din povestirile publicate de scriitor).

### Studii
A început cursurile școlii primare în 1891. Despre această epocă oferă el însuși o mărturie: Cele dintâi plăceri ale slovei tipărite și ale științei de carte tot în Maieru le-am avut, în forma primelor lecturi care m-au pasionat, Poveștile ardelenești ale lui Ion Pop-Reteganul, vreo cinci volume.
A urmat în anul 1895 două clase la Gimnaziul Grăniceresc din Năsăud, în limba română. În 1897 s-a transferat la școala de băieți din Bistrița ("Polgári fiu iskola"), cunoscut și sub numele de Gimnaziul Evanghelic din Bistrița (astăzi Colegiul Național "Liviu Rebreanu"), unde a urmat încă trei clase, în limba maghiară și limba germană.
În anul 1898, îndrăgostit fiind, liceanul de clasa a IV-a, scrie "întâia și ultima poezie". Fascinat de o tânără actriță dintr-o trupă ambulantă ungurească (ingenua trupei, de care m-am îndrăgostit nebunește), scrie un vodevil, în limba maghiară, după modelul celui văzut. Mai târziu, aflat în Budapesta, a cultivat, fără succes, acest gen dramatic.
În 1900 a început să urmeze Școala Reală Superioară de Honvezi din Sopron (Ödenburg, în nord-vestul Ungariei, lângă granița cu Austria). La sfârșitul anului I a obținut calificativul "eminent". Ca și la Gimnaziul din Bistrița, a manifestat o înclinație deosebită pentru studiul limbilor străine.
La Brașov a apărut povestea Armeanul neguțător și fiul său Gherghel, folclor prelucrat de Vasile Rebreanu (într-o colecție pentru copii). În 1902, după abateri de la regulamentul militar al școlii, a fost retrogradat din funcția de chestor. La sfârșitul celui de-al doilea an de școală, a primit doar distincția simplă. În cel de-al treilea an a pierdut și distincția simplă, din cauza mediei scăzute la "purtare".
Din 1903 până în 1906 a urmat, ca bursier al statului austro-ungar,  Academia militară "Ludoviceum" din Budapesta (deși s-a simțit atras de medicină, ale cărei cursuri presupuneau cheltuieli inacceptabile pentru familia lui Rebreanu). Aici, din nou, în primul an, a primit distincția de eminent.
La 1 septembrie 1906 a fost repartizat ca sublocotenent în armata austro-ungară, la regimentul al doilea de honvezi regali din Gyula. Acolo, pe lângă îndeletniciri cazone, Rebreanu a avut numeroase preocupări literare: lecturi, conspecte, proiecte dramaturgice. După 17 luni de serviciu militar este radiat din cadrele militare pentru "gestiune nepricepută a bugetului popotei ofițerilor." 
În 1907 a conspectat numeroase opere din literatura universală, specificând, uneori, data lecturilor (25 aprilie, 2, 3, 7, 8 și 16 mai, 1, 2 iulie). Între scriitorii excerptați au fost clasici francezi, ruși, germani, italieni, englezi, maghiari. Li s-au adăugat câteva proiecte de literatură dramatică: Vetélytársak - Örveny (Rivalii - Vâltoarea); Valkó föhadnagy (Locotenentul Valkó); Gigi (Ghighi), ultimul cu personaje inspirate din viața "intelighenței" năsăudene.
La Budapesta și Gyula a scris și transcris cinci povestiri, în limba maghiară, din ciclul Szamárlétra (Scara măgarilor), satire cu caracter anticazon (volum nepublicat).
Sub presiunea unor încurcături bănești, a fost forțat să demisioneze din armată; în prealabil, scriind în "arest la domiciliu", s-a hotărât să se dedice literaturii (Journal-ul surprinde acest moment).
La 12 februarie 1908 demisionează din armată și revine în Prislopul Năsăudului, spre disperarea părinților, care l-au știut un domn realizat: "Aici am luat contact cu țăranul român, aici l-am cunoscut mai bine, aici m-am impregnat de toate suferințele și visurile lui - lucruri care aveau să treacă mai târziu în literatura mea..." La 1 noiembrie 1908 a debutat în presa românească la Sibiu, unde în revista "Luceafărul" îi apare nuvela numită Codrea.

### Detenția la Văcărești și Gyula
Pentru o scurtă perioadă de timp din anul 1909 a lucrat ca funcționar la primăria din Vărarea, actualul Nepos. Participă la serbările Astrei de la Sibiu. Trece munții și se stabilește la București, unde participă la cenaclul lui Mihail Dragomirescu, în cadrul căruia a prezentat nuvela Proștii.
În luna ianuarie 1910, pe baza convenției cu Austro-Ungaria, guvernul budapestan cere autorităților românești extrădarea gazetarului ardelean. În februarie, Rebreanu a fost arestat și deținut la Văcărești. Într-un memoriu adresat autorităților românești în luna mai, tânărul scriitor a menționat că adevărata pricină a cererii de extrădare constă în activitatea sa publicistică pe care, anterior, a desfășurat-o în slujba „românilor de peste munți”. În închisoarea Văcărești a terminat nuvela Culcușul.
Publicând în Convorbiri critice nuvela Culcușul, criticul Mihail Dragomirescu a ținut să o prefațeze astfel: 
Deși nu admitem cruditățile de termeni pe care autorul e nevoit să le pună în gura eroilor săi, totuși, publicăm această novelă, și încă la acest loc de onoare, fiindcă pe lângă o adâncime de concepție puțin comună, e remarcabilă prin pitorescul lumii zugrăvite, prin spiritul de observație, prin energia decepției și mai cu seamă prin originalitatea limbii.
După detenția la închisoarea Văcărești a fost transferat la închisoarea din Gyula, Imperiul Austro-Ungar. Acolo a scris Golanii și a început să traducă volumul de povestiri Lelki kalandok (Aventuri spirituale), apărut la Budapesta, 1908 sub semnătura scriitorului maghiar Gyula Szini. Autorul îi era prieten și – după mărturisiri datând din acele zile (epistola lui Rebreanu către Mihail Dragomirescu, la 7 august 1910) – împreună ar fi scris mai multe lucrări (pe când eram la Pesta). Câteva titluri din volum, îndeosebi din ciclul Biedermeier képek (Tablouri Biedermeier) vor fi publicate, peste ani, la București, în paginile Universului literar (1913) și în almanahul Adevărul (1914).
A întocmit și un proiect sumar al romanului Zestrea, datat în închisoarea din Gyula.
La 16 august 1910, eliberat din închisoare, tribunalul de apel considerând că delictul a fost ispășit după cele șase luni de temniță. S-a angajat ulterior ca ajutor de notar în Măgura Ilvei, apoi în Nimigea, în zona lui de baștină. Din București a primit vestea că piesa Osânda „va fi pusă în citire”, ulterior, însă, a fost respinsă.

### Greutățile financiare
În toamna anului 1910 se afla într-o situație materială precară. A avut convingerea că nu stăpânește cum se cuvine limba literară românească:
"A trebuit să-mi dau seama că, dacă vreau să realizez ceva trebuie să nimicesc în prealabil, în sufletul meu și în mintea mea, tot ce mi-au împrumutat atâția ani de mediu străin, tocmai la vârsta cea mai accesibilă tuturor influențelor, și că aceasta nu se poate împlini cu adevărat decât acolo unde voi respira o atmosferă românească, absolut pură și ferită de miasmele de până ieri, adică în Țară și mai ales în București."
"Întâiul meu contact cu literații români s-a efectuat cu prilejul unui congres al Astrei la Sibiu, unde am fost trimis ca gazetar român. Profitând de această unică ocazie, am și trecut dincoace, la București."

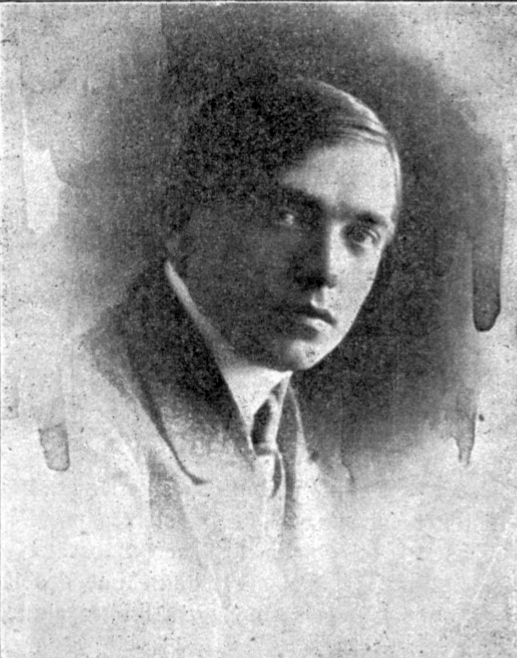
Liviu Rebreanu

Revenit intre timp la București întâmpină o serie de greutăți financiare: Am sosit cu 300 de lei în buzunar... Și aici... aici... aici începe un capitol întunecat al vieții mele, o epocă grea, de luptă dârză cu mizeria și pasiunea de scriitor. [...] Am venit în contact cu toți corifeii literaturii de atunci. Gârleanu mai ales era marele prozator al epocii. În vremea aceea, am încercat acest gen nou de nuvele, care nu prea era înțeles de gingașii povestitori din jurul meu. Până atunci, nuvela era un fel de anecdotă, scrisă viu, curgător, cu înflorituri de stil, dar fără nici o preocupare a fondului sau a conflictului psihologic.
A fost angajat la publicația "Ordinea", unde redactor-șef era Ștefan Antim: în Răscoala apare ca personajul Antimiu. La 25 octombrie 1910 a debutat în București, în revista Convorbiri critice. Împreună cu Mihail Sorbul,  în acea perioadă scoate revista "Scena", dedicată teatrului și muzicii. Anul 1911 și l-a dedicat teatrului. Până în 1912, a avut îndeletniciri diverse: de la întocmirea repertoriului la reclama publicitară; de la traducerea unor piese (Hoții de Schiller și Ofițerul de Franz Molnar) la pregătirea revistei bilunare Teatrul. În iunie, 1911, este numit secretar literar la Teatrul Național din Craiova, condus de Emil Gârleanu. O lună mai târziu, la teatrul din Craiova a sosit și Ștefana (Fanny) Rădulescu (viitoarea soție a scriitorului, cu care se va căsători în 1912); ca artistă, va debuta pe scena teatrului din localitate, în spectacolul cu piesa Rapsozii de Victor Eftimiu (9 octombrie).
Între timp devine membru al Societății Scriitorilor Români.
În data de 15 ianuarie 1912, presat de acute nevoi materiale, începe să publice în revista craioveană Ramuri, condusă de Constantin Șaban-Făgețel. Pe 19 ianuarie se căsătorește cu actrița Ștefana (Fanny) Rădulescu, adoptând-o și pe fiica acesteia, Puia-Florica. Elocvente sunt rândurile adresate lui Constantin Șaban-Făgețel despre starea materială a tinerei sale familii: Neavând la cine apela la Craiova, sunt nevoit să mă dedau la cerșetorie și, cum n-am la altcineva aici afară de tine, sunt nevoit să mă cerșetoresc la tine, cu toate că mi-e nespus de penibil.
„Dezangajarea” soției de la Teatrul Național din Craiova pe data 1 mai 1912 (cf. Registrul de procese-verbale, 25 aprilie 1912) l-au determinat să părăsească orașul, stabilindu-se la București. Artista Fanny a fost angajată la Teatrul Național, la intervenția lui Ioan Alexandru Brătescu-Voinești. În Capitală a avut colaborări sporadice la ziare și reviste, fiind copleșit de greutăți materiale. Familia rămasă în Prislop îi cere ajutorul cu disperare ("acasă suntem 9 oameni"), deși învățătorul Vasile Rebreanu mai lucrează "ca cancelarist" la avocatul Tudor Moisil.
Din luna iulie 1913, după intrarea României în cel de-al doilea război balcanic (10 iulie), s-a angajat ca reporter la Adevărul dar la sfârșitul războiului a fost concediat.

### Primul Război Mondial
În data de 27 august 1916 România a declarat război Austro-Ungariei. Fost ofițer, s-a oferit voluntar în armata română, dar nu i s-a aprobat cererea. În 6 decembrie armatele germane ocupă Bucureștiul. "Fugarul" se află într-o situație dificilă. Închis în casă, continuă să scrie la romanul Ion.
Între 12/13 mai 1917, fratele său Emil Rebreanu, ofițer în armata austro-ungară, este acuzat de dezertare și spionaj, fiind condamnat la moarte (ecouri în lumea romanului Pădurea spânzuraților). În primăvara anului 1918 a fost arestat și anchetat de autoritățile de ocupație, dar Liviu a reușit în cele din urmă să fugă. În luna mai, ajutat de socialiști, a trecut în Moldova și a locuit o vreme la Iași. În luna noiembrie a revenit în București. În vacanța din vara anului 1919 a călătorit cu soția în Transilvania, Rebreanu documentându-se atent în legătură cu sfârșitul tragic al lui Emil. Reîntors la București, prozatorul a încercat să scrie la Pădurea spânzuraților, fără să reușească să finalizeze romanul.
În decembrie 1929 a fost numit director al Teatrului Național din București, funcție pe care a deținut-o timp de un an. În 1929, la însărcinarea primului ministru, a lucrat la proiectele de organizare a Direcției Educației Poporului, al cărei conducător a devenit la începutul anului următor. Pe 19 noiembrie 1930, în urma unor cumplite dezamăgiri înregistrate în conducerea treburilor publice, Rebreanu a demisionat din conducerea Direcției Educației Poporului. A cumpărat o casă și o vie la Valea Mare, lângă Pitești, unde au fost scrise majoritatea cărților sale de atunci încolo.
La începutul anului 1941 a fost numit din nou director al Teatrului Național.
A acceptat numirea de director al cotidianului Viața (fără o participare esențială).
În luna ianuarie 1942, a luat parte la un turneu de conferințe despre cultura românească la Berlin, München, Stuttgart, Leipzig, Dresda, Görlitz, Breslau, Viena.
În luna martie a călătorit la Zagreb și Weimar, călătorii prilejuite de constituirea societății culturale pan-europene. Aici a susținut că nu vrem nici un fel de politică, ci numai literatură.
A fost decorat la 27 ianuarie 1942 cu Ordinul „Coroana României” în gradul de Mare Cruce.

### Sfârșitul
La 4 aprilie 1944, fiind grav bolnav, s-a retras în satul argeșean Valea Mare, fără să mai revadă vreodată Bucureștiul (un control radiologic a semnalat, încă din ianuarie, opacitate suspectă la plămânul drept). La 7 iulie, Rebreanu scria în Jurnal: „Perspective puține de salvare, dată fiind vârsta mea, chistul din plămânul drept, emfizemul vechi și bronșita cronică.”
La 1 septembrie 1944, la Valea Mare, a încetat din viață la vârsta de 59 de ani. După câteva luni a fost deshumat și reînhumat la Cimitirul Bellu din București.
O altă opinie sugerează că Liviu Rebreanu s-ar fi aflat în seara de 23 august 1944 într-o mașină alături de generalul Manolescu și Rică Georgescu fiind împușcat de un soldat care asigura un baraj:
„Pe la miezul nopții, unchiul ei (Lygiei Georgescu), generalul Manolescu, a venit la închisoare să-l ia pe Rică la un dineu. Înainte de asta, l-au condus pe colonelul Ionescu acasă cu mașina. Apoi, i-au lăsat lui Maniu un mesaj, la locuința acestuia, să vină și el la petrecere când va putea. La marginea Bucureștilor, lângă drumul care cotește spre Golf Club, au dat de un baraj românesc și Manolescu, care conducea în viteză și cu farurile stinse, nu a putut frâna în timp și un soldat l-a împușcat pe directorul Teatrului Național, care se afla pe scaunul de lângă el. În loc de petrecere au stat aproape toată noaptea la spital, unde prietenul lor a decedat; Rică s-a întors îndurerat la închisoare”—Ivor Porter, Operațiunea „Autonomus”, Editura Humanitas, București, 1991, p. 263

## Debutul

### Debutul în presa românească
La 1 noiembrie 1908 a debutat în presa românească: la Sibiu, în revista Luceafărul, condusă de O. Goga și O. Tăslăuanu, a apărut povestirea Codrea (Glasul inimii). În aceeași revistă, Rebreanu a mai publicat nuvelele Ofilire (15 decembrie 1908), Răfuială (28 ianuarie 1909) și Nevasta (16 iunie 1911).
A început un nou jurnal de lector (Spicuiri), aplecându-se, în mod deosebit, asupra paginilor de critică și istorie literară din Viața românească, aparținând, mai ales, lui Garabet Ibrăileanu. A revenit asupra amintirilor din copilărie, scrise la Gyula, de data aceasta sub influența lui Creangă. A încercat să traducă după o versiune germană, romanul Război și pace de Tolstoi.
În traducerea lui, revista Țara noastră a publicat poemul Moartea șoimanului de M. Gorki. Din Prislop i-a trimis o scrisoare lui Mihail Dragomirescu, propunându-i, spre publicare, o povestire. A scris nuvela Mâna (prima variantă a nuvelei Ocrotitorul), sub influența lecturilor din Anton Pavlovici Cehov.
- 16 octombrie – Prima datare pe o proză originală, după sosirea în București: Volbura dragostei Cântecul iubirii.

În 19 octombrie 1910 a participat pentru prima oară la o ședință a cenaclului literar condus de Mihail Dragomirescu, din care mai făceau parte Ion Minulescu, Emil Gârleanu, Cincinat Pavelescu, Dimitrie Nanu, Corneliu Moldovanu, Nicolae Davidescu, Alexandru Stamatiad, Mihail Săulescu, Mihai Sorbul. A dus cu el o nuvelă, pe care însă nu apucă să o citească.
În luna octombrie a aceluiași an a primit o scrisoare de la Mihail Dragomirescu: 
Iartă-mă că aseară am uitat de nuvela dumitale. E drept că, chiar de nu aș fi uitat, n-aș fi vrut să te expun la un nesucces, neștiind calitățile ei de mai înainte. Astăzi însă am citit-o și te felicit, e foarte interesantă povestea și cu însemnate calități literare. Vrei s-o public în Convorbiri critice?

### Debutul în București
La 25 octombrie 1910 a debutat în capitala țării, în revista Convorbiri critice a apărut nuvela Volbura dragostei [Cântecul iubirii]. Nuvela publicată a deschis șirul unei însemnate colaborări: Proștii, Culcușul, Golanii, Dintele (1910). A început să primească scrisori de încurajare de la Mihail Dragomirescu care se interesa îndeaproape de ce scrie, l-a invitat la el acasă și s-a oferit să-l ajute să primească o slujbă la un ziar.
A fost angajat la Ordinea, unde redactor-șef era Ștefan Antim: în Răscoala apare ca personajul Antimiu. A fost secretar de redacție la Falanga literară și artistică, condusă de Mihail Dragomirescu, funcție pe care a deținut-o și la Convorbiri critice (funcții mai mult onorifice).

### Debutul editorial
Debut editorial, la Orăștie, apare volumul de nuvele Frământări, la "Librăria națională", condusă de Sebastian Bornemisa. În sumar, producții literare tipărite în revistele Luceafărul și Convorbiri critice: 'Dintele, Lacrima Glasul inimii, Culcușul, Ofilire, Răfuiala, Nevasta, Golanii, Cântec de dragoste [Cântectul iubirii], Proștii, Filibaș [Ocrotitorul].

## Activitatea literară

### Nuvelistul
Înainte de a scrie și de a-și publica romanele, scriitorul și-a desăvârșit talentul de prozator scriind povestiri și nuvele. Cea mai cunoscută nuvelă a sa este de bună seamă Ițic Ștrul, dezertor. Ciuleandra, nuvela sa psihologică cea mai cunoscută, va apărea ceva mai târziu.

### Romancierul
Liviu Rebreanu publică în anul 1920 romanul Ion, despre care Eugen Lovinescu avea să scrie că „e cea mai puternică creație obiectivă a literaturii române”. Ion este un roman al vieții țărănești, dar și unul al relațiilor sociale și naționale complexe din epoca monarhiei dualiste. Scriitorul își propusese să realizeze un vast triptic al vieții țărănești care să cuprindă după viața țăranului român din Ardeal, pe aceea a țăranului din Regat și apoi din Basarabia. După o perioadă mai îndelungată de documentare, Rebreanu publică, în 1932, romanul Răscoala, dedicat evenimentelor tragice de la 1907, al cărui erou nu mai este o figură individuală, ci, așa cum scria George Călinescu, „țăranul colectiv cu psihologie de gloată”. Ultima parte dedicată țăranilor din Basarabia a rămas nerealizată. 
Al doilea roman al lui Rebreanu, apărut în 1922, aduce o noutate tematică importantă. E vorba de Pădurea spânzuraților, un roman psihologic care are în centrul său cazul unui ofițer român din armata austro-ungară condamnat la moarte prin spânzurătoare pentru a fi încercat să dezerteze în tabăra românească în timpul Primului Război Mondial. Romanul este inspirat din moartea tragică a fratelui său, locotenent în armata austro-ungară, care trecuse printr-o experiență similară. Tema fusese schițată, inițial, în nuvela Catastrofa.

### Romanele de raftul doi
Alături de romanele majore, prozatorul a scris mai multe romane, polițiste sau cu subiecte care țin de zona paraliteraturii, cum ar fi Adam și Eva, bazat pe tema metempsihozei. Un cuplu se reîncarnează în șapte momente istorice diferite, iar textul e închis într-o povestire cu ramă.
Alte două romane, Gorila și Jar, care descriau mediul intelectual și redacțiile unor ziare interbelice, deși s-au bucurat de succes de public, nu au fost validate de critică, iar Crăișorul, o biografia romanțată a lui Horia, care fusese poreclit de locuitorii munților Apuseni „Crăișorul munților”, a însemnat un alt mare eșec literar. După Răscoala , Rebreanu nu a mai dat nici o capodoperă, toate romanele scrise ulterior fiind caracterizate de criticul G. Călinescu drept inegale.
În Amândoi Rebreanu a încercat să scrie un roman polițist, descriind o crimă comisă de o servitoare cu instincte criminale. Evident scriitorul cunoștea romanele naturaliste.
Liviu Rebreanu a fost unul dintre puținii autori români care s-a bucurat de succes de librărie și a avut o situație stabilă din punctul de vedere financiar, s-a bucurat și de onoruri publice și de recunoașterea valorii sale, atât din partea publicului cititor, cât și a criticii literare, încă din timpul vieții. Postum, această recunoaștere avea să se transforme într-un veritabil cult, lui Liviu Rebreanu, recunoscut drept un clasic al literaturii române, i s-au consacrat poate zeci sau sute de studii și comentarii.
Rebreanu a fost și autorul unui jurnal intim, foarte interesant pentru datele inedite pe care cititorii le pot afla din biografia autorului. Postum au fost editate și alte opere, inclusiv o carte de călătorii în Franța și Germania, Metropole, tradusă și în limba franceză.
În decembrie 1906 a început redactarea suitei de amintiri din copilărie (portrete din Maieru), scrise, la început, în maghiară, reluate, mai târziu, în românește, proze nepublicate.
A început să scrie un Journal de lector, cu maxime, cugetări, conspecte din literatura universală: William Shakespeare, Oscar Wilde, Friedrich von Schiller, Tolstoi, Victor Hugo, din creația românească Anton Pann, precum și cu însemnări de cultură generală în limbile limba germană, limba maghiară, limba franceză și limba română - limbi în care citea și scria curent.
A reluat vechi proiecte (piese de teatru), precum Ghighi, și a adăugat altele inspirate din viața țărănească: Traiul, Osânda. A citit multe cărți românești, urmărind, îndeosebi, îmbogățirea vocabularului, șlefuirea limbii literare.
A început să scrie un caiet de Schițe, între care unele au anticipat eroi și episoade din proza matură. Multe subiecte au fost dezvoltate, la început, în cadrul nuvelisticii. Datările ating limita 28 aprilie 1909.
A scris povestirea Codrea (Glasul inimii). În aceeași toamnă, a terminat și povestirea Domnul Ionică, reluare a unei proze mai vechi, din ciclul Szamárlétra. Cu aceste pagini s-a adresat mai multor reviste literare de peste munți (trimițând scrisori lui Garabet Ibrăileanu la Viața românească din Iași, lui Mihail Dragomirescu la Convorbiri critice din București, precum și din Transilvania, corespundând cu Octavian Tăslăuanu de la Luceafărul din Sibiu).
La 1 octombrie, la Blaj, în Revista politică și literară a apărut povestirea Talerii, ultima tipărită în Ardeal, înainte ca Rebreanu să se stabilească în capitala țării. A terminat nuvela Ofilire, sub impulsul unor lecturi sadoveniene.

## Teatru
Anul 1911 și l-a dedicat teatrului. Astfel, pe 15 septembrie/ianuarie 1911, împreună cu dramaturgul Mihail Sorbul, scoate revista Scena, dar aceasta rezistă doar 10 numere. În luna aprilie a aceluiași an a fost numit secretar al Teatrului Național din Craiova, și devine un colaborator de bază al lui Emil Gârleanu, la acea dată directorul instituției. Până în 1912, va avea îndeletniciri diverse: de la întocmirea repertoriului la reclama publicitară; de la traducerea unor piese (Hoții de Schiller și Ofițerul de Franz Molnar) la pregătirea revistei bilunare Teatrul.O lună mai târziu, la teatrul din Craiova sosește și Ștefana (Fanny) Rădulescu (viitoarea soție a scriitorului); ca artistă, va debuta pe scena teatrului din localitate, în spectacolul cu piesa Rapsozii de Victor Eftimiu (9 octombrie).
Își continuă activitatea literară scriind și publicând nuvele. Astfel, în luna septembrie, la Iași, în revista Viața românească, apare nuvela Filibaș Ocrotitorul; o versiune anterioară (Mâna) fusese terminată, la 20 mai, în București. Pe data de 11 noiembrie, la Orăștie, revista Cosânzeana deschide șirul colaborărilor cu Liviu Rebreanu (majoritatea retipăriri deghizate). Pentru început, Proștii (la un an după tipărirea în Convorbiri critice), urmată de noi reeditări, în 1912/1913. Inedite: Idilă de la țară (1912), schiță neglijată la alcătuirea volumelor, și Armeanul, Armeanca și clubul (1913), pe care o va prelua în volum cu titlul Idilă de la țară (fără să fie totuna cu lucrarea amintită mai sus).
În anul 1912, în Almanahul Societății Scriitorilor Români apare poemul în proză Mărturisire (amintit de Fanny Rebreanu, în volumul Cu soțul meu, ca discretă cerere în căsătorie); proza este o prelucrare a unui text maghiar, Strófak (Strofe), aparținând prietenului său Szini Gyula.
Pe data de 20 aprilie, cu schița Strănutarea, revista Flacăra, condusă de Constantin Banu, deschide șirul colaborărilor cu Rebreanu; în paginile primei serii, vor mai apărea: Vrăjmașii, Baroneasa și Dumnezeu (toate în 1912); în a doua serie a revistei, Rebreanu publică Omul mic și oamenii mari (1921), La urma urmelor (1922). Majoritatea titlurilor vor fi incluse, ulterior, în volume.
Devine colaborator permanent al revistei Rampa în lunile noiembrie/decembrie, luni de vârf.
A fost directorul Teatrului Național București în perioada decembrie 1928-1930 și 1940-1944.

### Alte proiecte
În 1913, în timp ce desfășura o susținută activitate de cronicar teatral, lucrează la romanul Zestrea, "înaintând dificil în acțiune" (nu s-a păstrat nimic din această pretinsă variantă). Din luna iulie, după intrarea României în cel de-al doilea război balcanic (10 iulie), se angajează ca reporter la Adevărul (la sfârșitul războiului va fi concediat).
Pe 25 august cu schița Taclalele (retipărirea schiței Vrăjmașii), revista Universul literar deschide șirul colaborărilor cu Rebreanu. Mai mult decât în paginile altor publicații, aici vor fi retipărite, de regulă, cu titlul schimbat, vechi schițe și nuvele, originale și "prelucrate". Bibliografia scrierilor înregistrează astfel de colaborări în 1913, 1914, 1915. Câteva inedite: Santinela (1913); Războiul. Însemnările unui sublocotenent; O scenă (ambele în 1914); Întâiul gropar (1926); Coniderate de autorul lor submediocre, vor fi "uitate" în paginile publicației.
Pe 7 decembrie schițează un nou proiect: Răscoala, dramă în patru acte.
Pe 29 ianuarie 1914, apare un nume nou printre titlurile de până acum, Ion. Roman. L. Rebreanu" (notație datată pe verso-ul unei file oarecare; cf. Arh. L.R., II, ms. 1). Vor mai trece ani până când Zestrea uceniciei literare va apărea cu noul titlu în librării.
Pe data de 31 iulie, la București, apare cotidianul Ziua, sub conducerea lui Ioan Slavici. Aici Rebreanu va publica, folosindu-se de pseudonime, cronici dramatice.
Pe 17 septembrie – Datare pe piesa Jidanul (trei acte), cu tematică semită.
Pe 21/28 septembrie publică în Universul literar studiul Revoluția lui Horia, Cloșca și Crișan, care anticipă romanul Crăișorul.
În octombrie/noiembrie devine redactor la Scena.
În anul 1915 scrie povestirea istorică Horia, Cloșca și Crișan. Pe 26 august încheie nuvela Hora morții.
Golanii și alte nuvele
În anul 1916, aprilie – La București apare volumul Golanii (Nuvele și schițe), cu o prefață semnată de Mihail Dragomirescu, în editura H. Steinberg. Volumul reia majoritatea pieselor incluse în Frământări (1912), adăugând trei inedite. Sumarul: Golanii; Cuceritorul; Ocrotitorul; Proștii [inedită]; Dintele; Cerșetorul [inedită]; Culcușul; Nevasta; Strănutarea; Pozna [inedită].
Între 9 mai/24 iulie – Scrie și transcire comedia Cadrilul.
În nr. 13 din "Biblioteca Căminului" (București, H. Steinberg) apare volumașul Mărturisire (Nuvele și schițe). În sumar: Mărturisire [inedită]; Răfuială; Vrăjmașii; Lacrima [Glasul inimii]; Armeanul (Idilă de la țară); Talerii [inedită]; [[Cântec de dragoste (Cântecul iubirii)|Cântec de dragoste [Cântecul iubirii; Cearta [inedită].
Marele Război. Cadrilul. Calvarul. Prima versiune din Pădurea spânzuraților
În 27 august 1916, reia Zestrea. Pe data de 5 noiembrie termină nuvela Catastrofa.
Pe data de 27 septembrie, la București, apare cotidianul Scena, în care Rebreanu va publica articole de teatru.
Pe data de 23 ianuarie 1918, în Bucureștiul ocupat de trupele germane, ziarul Lumina, condus de Constantin Stere, publică schița Bibi (manuscrisul este datat 19 august 1915 și poartă dedicația "Pentru Puia, când va fi mare"). Tot aici, în lunile februarie și martie, vor mai apărea: Norocul, Soacra Sfântului Petru.
Din data de 1 august datează primul plan detaliat al romanului Șarpele, pornind de la drama poeților Ștefan Octavian Iosif și Dimitrie Anghel, ambii îndrăgostiți de Natalia Negru.
Proiectează un volum de nuvele, anticipând, prin atmosferă, problematica romanului Pădurea spânzuraților.
Alte proiecte, nuvele sau schițe
Pe data de 18 decembrie începe povestirea Calvarul (pe care o va termina în martie 1919).
Pe data de 20 februarie 1919, începe o primă redactare a romanului Pădurea spânzuraților.
Pe data de 5 aprilie, în magazinul ilustrat lunar Lectura pentru toți, apare nuvela Catastrofa.
Pe data de 3 mai, cu schița Pozna Rebreanu începe șirul colaborărilor în revista Sburătorul, condus de Eugen Lovinescu. În paginile publicației vor mai apărea, în același an: A murit o femeie; Cântecul lebedei; Divorțul; un fragment din Calvarul, iar în 1920, Ițic Ștrul, dezertor și Ghinionul.
Calvarul
La editura "Universala-Alcalay" apare volumul Calvarul, confesiune literaturizată despre propriile avataruri din timpul Primului Război Mondial (singura ediție antumă).
În vacanța de vară călătorește cu soția în Transilvania, Rebreanu documentându-se atent în legătură cu sfârșitul tragic al lui Emil. Reîntors la București, prozatorul încearcă să scrie la Pădurea spânzuraților, fără să izbutească să finalizeze romanul.
Cadrilul
Pe 29 decembrie are loc premiera comediei Cadrilul.
Răfuiala
Un nou volum de nuvele (edite și inedite): Răfuiala, apărut la "Universala-Alcalay". În sumar: Bibi. Poveste de copii mici pentru oameni mari [inedită]; Cântecul iubirii; Norocul; Talerii; Cearta; Glasul inimii; Soacra Sfântului Petru; Idilă de la țară: Ofilire; Barba (imitație); Țăranul și coasa (imitație); Răfuiala. (Cele două imitații se publică pentru prima oară în volum.)
Ion. Blestemul pământului, blestemul iubirii
Pe 14 august 1917, autorul termină prima versiune a romanului Ion.
În noiembrie 1919 începe să transcrie romanul Ion. 
Pe data 20 noiembrie 1920, – Apare romanul Ion, prima capodoperă din monumentala creație rebreniană (în timpul vieții scriitorului, va fi retipărit în 1921, 1923, 1925, 1927, 1930, 1939, 1941, 1943). Romanul poartă subtitlul Blestemul pământului, blestemul iubirii.
Academia Română îi acordă pentru romanul Ion prestigiosul Premiul Năsturel-Herescu.
Catastrofa. Nuvele și schițe
Îm 1921 la editura Viața românească apare volumul Catastrofa (Trei nuvele). În sumar: Ițic Ștrul, dezertor [inedită]; Hora morții; Catastrofa [inedită]. Autorul va publică în revista Viața românească și mai multe cronici dramatice .
În nr. 1 - 3 din "Biblioteca universală" a editurii Alcalay și Calafeteanu, apare culegerea de povestiri Norocul (Schițe și nuvele). În sumar: Norocul; Strănutarea; Ițic Ștrul, dezertor; Cuceritorul; Bibi. Poveste de copii mici pentru oameni mari; Cerșetorul; Soacra Sfântului Petru.
În colecția "Scriitorii români contemporani. Pagini alese", tipărită de "Casa Școalelor", apare volumul Nuvele și schițe. În sumar: Proștii; Dintele; Ocrotitorul; Nevasta; Catastrofa; volumul se deschide cu prezentarea unor date biografice.
Pădurea spânzuraților
Începe prima versiune integrală a romanului Pădurea spânzuraților (pe care o va termina la 27 iunie 1922). Între 5 iulie/17 noiembrie 1922 va transcrie romanul Pădurea spânzuraților. Apare Pădurea spânzuraților. Cartea va primi "Marele premiu al romanului". Va fi reeditat în 1922, 1925, 1926, 1928, 1929, 1932, 1940.
În editura lui H. Steinberg din București apare a II-a ediție din Golanii (Nuvele și schițe), cu ilustrații de Fr. Șirato. Același sumar din 1916.
Pe 12 aprilie 1923, Rebreanu ia parte la premiera comediei Plicul.
În același an va fi ales vicepreședinte al Societății Scriitorilor Români.
În revista Lamura apare nuvela Cumpăna dreptății.
Pe 15 noiembrie, 1924, Împreună cu Alexandru Dominic, publică săptămânalul Mișcarea literară (până în octombrie 1925).
O nouă reeditare: Trei nuvele, editura "Cultura Națională". În sumar: Catastrofa; Ițic Ștrul, dezertor; Hora morții
Adam și Eva
Pe data de 2 iulie 1924 începe prima versiune a romanului Adam și Eva. În 14 ianuarie 1925, scriitorul sfârșește prima versiune a romanului Adam și Eva iar în luna martie încheie și versiunea pentru tipar.
În luna mai apare romanul Adam și Eva.
Golanii. ediția a doua
Editura "Cartea românească" din București tipărește a III-a ediție din Golanii. Sumar revăzut: Proștii; Dintele; Bibi [inedită]; Norocul [inedită]; Cuceritorul; Nevasta; Cântecul iubirii; Strănutarea; Vrăjmașii [inedită]; Soacra Sfântului Petru [prelucrare inedită]; Idilă de la țară [inedită]; Ocrotitorul; Culcușul; Cerșetorul; Pozna; Golanii.
Este ales președinte al Societății Scriitorilor Români.
Pe data de 17 martie 1926, are loc premiera piesei Apostolii.
Ciuleandra
La sfârșitul anului 1926, plecând de la proiectul unei nuvele (Nebunul), plănuiește volumul Ciuleandra.
între 2/10 martie 1927, scrie prima versiune a nuvelei sau miniromanului Ciuleandra.
Din 9 iulie/8 august datează cea de a doua versiune manuscrisă.
Apare Ciuleandra (reeditări în 1927, 1928, 1934, 1941, 1942).
Noi proiecte. Romanul Crăișorul
Un nou volum, cvasi-inedit: Cuibul visurilor (Nuvele și schițe), editat de "Casa Școalelor". În sumar: Cuibul visurilor; Omul mic și oamenii mari; Cumpăna dreptății; La urma urmelor; Cântecul lebedei; Ghinionul; Dumnezeu; Fiara; A murit o femeie [toate inedite, "parabola" Dumnezeu fiind după Lev Tolstoi]; Răfuiala; Țăranul și coasa [imitație].
În colecția "Manuscriptum" apare volumul Cântecul lebedei, cuprinzând facsimilul manuscriselor Cântecul lebedei și Cuibul visurilor; volumul se deschide cu o scurtă biografie a lui Rebreanu și cu un portret al său desenat de pictorul Jean Alexandru Steriadi.
În luna august 1928, începe romanul Crăișorul.
În anul următor, în 1929, apare romanul Crăișorul (va fi reeditat în 1930, 1940, 1942, 1944).
Scriitorului i se conferă Premiul Național pentru proză.
Demnități publice
În nr. 1150 - 1150 bis din colecția "Biblioteca pentru toți", apare volumul Cântecul iubirii (Nuvele și schițe), la editura "Universala-Alcalay". În sumar: Cântectul iubirii; Bibi; Vrăjmașii; Pozna; Catastrofa.
În 1929 La însărcinarea primului ministru, lucrează la proiectele de organizare a Direcției Educației Poporului, al cărei conducător va deveni la începutul anului următor.
Pe 19 noiembrie 1930, În urma unor cumplite dezamăgiri înregistrate în conducerea treburilor publice, Rebreanu demisionează din conducerea Direcției Educației Poporului.
Cumpără o casă și o vie la Valea Mare, lângă Pitești, unde vor fi scrise majoritatea cărților sale de acum încolo.
Metropole
În anul 1931 scrie și editează (25 iulie) volumul Metropole, conținând însemnări de călătorie din (Berlin, Roma, Paris).
Pe data de 20 februarie 1932, tipărește, la București, România literară (apare până la 6 ianuarie 1934).
O nouă reeditare: Ițic Ștrul, dezertor (Trei nuvele cu 30 gravuri în lemn de Paul Konrad Honich), la "Cartea românească". În sumar: Ițic Ștrul, dezertor; Catastrofa; Fapt divers [Hora morții].
Răscoala
Din 12 august/28 septembrie datează o variantă abandonată din Răscoala.
Între 8 mai/11 decembrie scrie versiunea definitivă a romanului Răscoala.
La sfârșitul anului 1933, apare romanul Răscoala.
Tot pe 25 decembrie 1933, publică în ziarul Cuvântul, o nuvelă inedită: Umbre.
Jar
- Între 22 ianuarie/30 aprilie 1934, scrie versiunea pentru tipar a romanului Jar, ce se va tipări până la finele anului la editura Adevărul (reeditări în 1939, 1941, 1942, 1944).

1935 – În volumul Nuvele inedite, culegere din creația prozatorilor contemporani, Rebreanu publică, la Editura "Adevărul", povestirea Dincolo, reluată peste ani în Amalgam (1943).
În 1936 apare volumul Calea sufletului (trei povestiri), fragmente din romanul Adam și Eva.
În nr. 14 din colecția "Cartea satului" apare culegerea de nuvele Oameni de pe Șomeș, la Editura Fundațiilor Regale. În sumar: Dumnezeu; Cerșetorul; Proștii; Răfuiala; Nevasta; Pozna; Dintele; Hora morții; Cuibul visurilor.
Gorila
Din 1 martie/11 iulie 1937, datează prima versiune, abandonată, a romanului Gorila.
Pe 18 iulie reia lucrul la carte de la început.
În luna iunie, 1938, apare romanul Gorila la editura Universala Alcalay.
După multe tergiversări pe 26 mai 1939 este ales membru al Academiei Române, la propunerea lui Mihail Sadoveanu.
Amândoi
În luna martie 1940, Apare la editura Socec & co romanul Amândoi.
Acceptă de asemenea numirea de director al cotidianului Viața (fără o participare esențială).
În luna ianuarie 1942, ia parte la un turneu de conferințe despre cultura românească la Berlin, München, Stuttgart, Leipzig, Dresda, Görlitz, Breslau, Viena.
În luna martie călătorește la Zagreb și Weimar, călătorii prilejuite de constituirea societății culturale pan-europene. Aici va susține că "nu vrem nici un fel de politică, ci numai literatură".
În 1943 apare volumul Amalgam (articole, studii, conferințe, cronici dramatice și o nuvelă: Dincolo).

## Opere literare
| - Proștii (1910) - Catastrofa (1921) - Norocul (1921) - Cuibul visurilor (1927) - Cântecul lebedei (1927) - Ițic Ștrul, dezertor (1932) - Ion (1920) - Crăișorul (1929) - Răscoala (1932) - Gorila (1938) - Pădurea spânzuraților (1922) - Adam și Eva (1925) - Ciuleandra (1927) - Jar (1934). | - Amândoi (1940) - Cadrilul (1919) - Plicul (1923) - Apostolii (1926) - Métropoles, 1931, éditée par Paralela 45 et Éditions Autres Temps, traduction et préface de Jean-Louis Courriol, 2001. Versiunea în limba română a rămas inedită. - Liviu Rebreanu, Jurnal I, text ales și stabilit de Puia Florica Rebreanu, note și comentarii de Nicolae Gheran, București, Minerva, 1984 - Liviu Rebreanu, Jurnal II, text ales și stabilit de Puia Florica Rebreanu, note și comentarii de Nicolae Gheran, București, Minerva, 1984 |

## Aprecieri critice
- George Călinescu, „Dacă Sadoveanu e rapsodul literaturii române moderne, Rebreanu este romancierul ei.”
- Mihail Sebastian considera că Liviu Rebreanu avea „darul masiv de a crea viață,”
- Tudor Vianu era de acord că „ne aflăm în fața unui scriitor obiectiv, care are puterea de a prezenta viața în complexitatea ei socială și psihologică, prin personaje surprinse în umila și precara lor realitate socială.”
- Nicolae Manolescu afirma „Rebreanu este neîndoielnic un artist obiectiv. [...] Romancierul vrea să creeze impresia că e un observator (atât și nimic mai mult). Un observator omniscient, desigur, dar lipsit de voce proprie.”

## Ecranizări
Mai multe opere de Liviu Rebreanu au fost transformate în decursul timpului în scenarii de film:
- Pădurea spînzuraților (1965), în regia lui Liviu Ciulei, a câștigat premiul pentru regie la Festivalul de la Cannes;
- Răscoala (1966), în regia lui Mircea Mureșan;
- Blestemul pămîntului – Blestemul iubirii (1980), în regia lui Mircea Mureșan;
- Ciuleandra (1985), în regia lui Sergiu Nicolaescu.

## Case memoriale

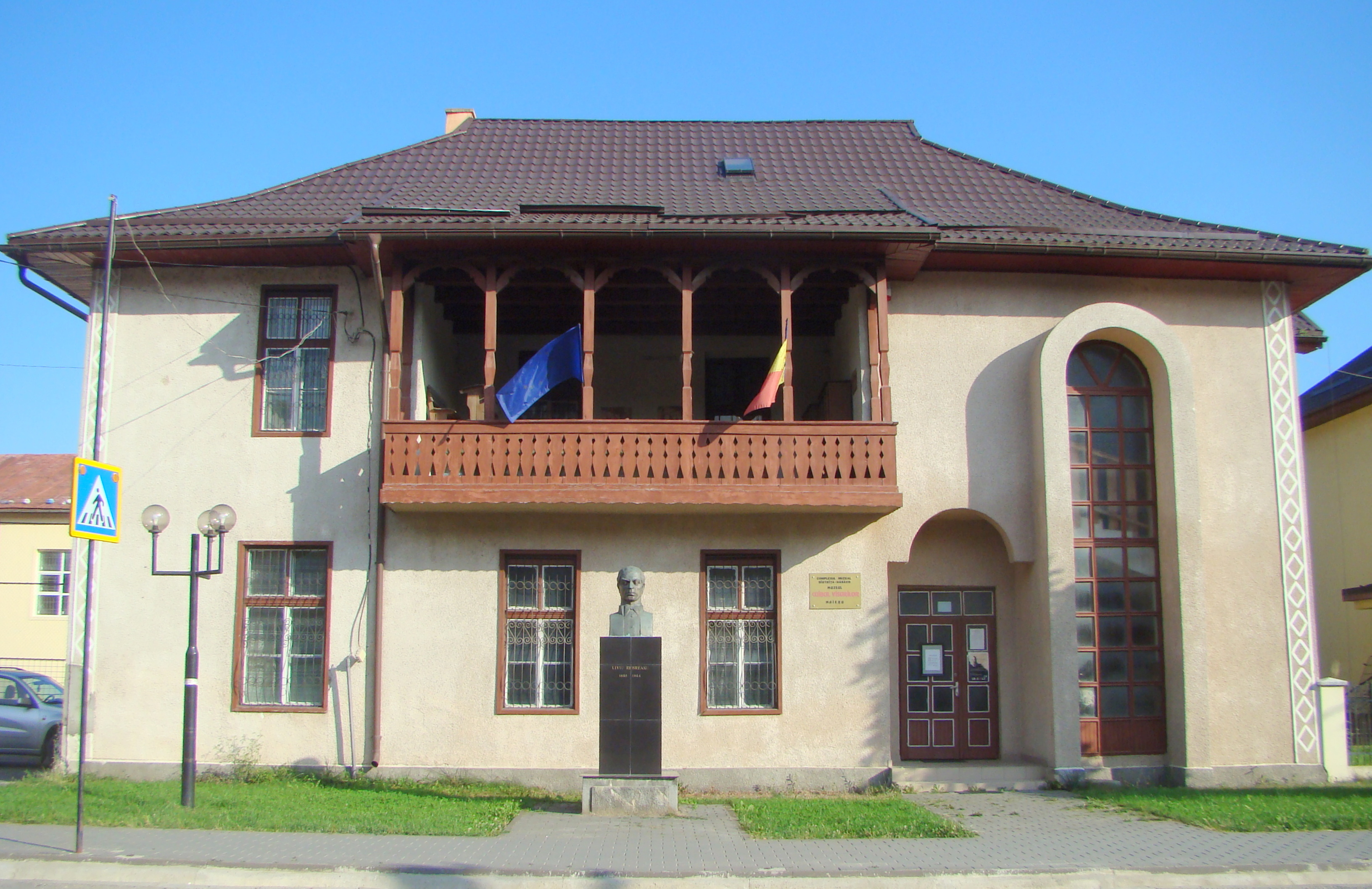
Muzeul „Cuibul visurilor” și bustul lui Liviu Rebreanu din Maieru

Casa memorială din Maieru a fost înființată în 1959 de către un grup de elevi conduși de Sever Ursa, un profesor român a cărui preocupare pentru opera lui Rebreanu l-au determinat în a organiza o mică expoziție cuprinzând unele dintre obiectele personale ale scriitorului în sala de intrare a școlii. Din 1959 muzeul s-a extins datorită dedicației inițiatorului acestuia, adăugându-se eforturile elevilor și profesorilor din localitate. În zilele noastre, casa memorială oferă peste trei sute de obiecte, câștigându-și prestigiul atât ca obiectiv turistic, cât și ca un loc în care moștenirea culturală este conservată și venerată. Numele muzeului își are originile în numele metaforic folosit de Rebreanu cu referire la Maieru, satul în care și-a petrecut „cele mai fericite momente ale vieții”. În 2000, muzeul a beneficiat de un ajutor financiar din partea Ministerului Educației, folosit pentru instalarea unui sistem de încălzire și pentru reparații importante (podele, acoperiș, electricitate).
- Muzeul Memorial Liviu Rebreanu din Năsăud.

Casa memorială Liviu Rebreanu și Fanny Rebreanu din București se află într-un apartament cumpărat de către scriitor în anul 1934, pentru fiica sa, Puia-Florica Rebreanu. Ea donează spațiul și moștenirea din acesta în dorința ca acestea să amintească și de mama sa care, exceptând cariera de actriță, s-a apropiat de literatura memorialistică, conferindu-și, astfel, statutul de membră a Uniunii Scriitorilor. Este inaugurată în 1995. În holul de la intrare se pot admira grafici de preț (în cărbune, creion, peniță). În camera de zi se găsesc picturi la scală mare ale mamei și fiicei, lucrări purtând semnătura lui Camil Ressu. Alte lucrări fine de artă pot fi văzute în cea mai importantă cameră, biroul scriitorului, lucrări realizate de artiști prestigioși ai vremii (Jean Alexandru Steriadi, Milița Petrașcu, Ion Jalea, Francisc Șirato). În camera unde a locuit fiica celor doi scriitori putem admira fotografii de familie, câteva tablouri și o colecție frumoasă de icoane, dând impresia unei catapetesme. Cea mai mare cameră a muzeului este sufrageria, mobilată cu piese Biedermeyer, în care continuă colecția de icoane, însă unde întâlnim și un ceasornic din soclu, obiect unic. În bucătărie, pereții sunt acoperiți de o colecție impresionantă de ceramică (piese specifice zonei Ardealului).
Casa Memorială Liviu Rebreanu din Valea Mare a fost deschisă la 27 mai 1969, în casa pe care Rebreanu a cumpărat-o în 1930 și pe care a stăpânit-o până la 1 septembrie 1944, când a încetat din viață la vârstă de 59 de ani. La 3 septembrie 1944 era înmormântat în cimitirul bisericii din Valea Mare, pentru ca mai apoi să fie mutat la Cimitirul Bellu din București. La Valea Mare, avea să scrie în bună parte, alternativ cu locuința din București, romanele Răscoala, Jar, Gorila și Amândoi. Casa memorială evocă personalitatea scriitorului prin intermediul obiectelor personale ale lui Liviu Rebreanu, manuscriselor, fotografiilor, scrisorilor, cărților ș.a.
Galerie de imagini
Imaginile sunt oferite cu sprijinul Institutului de Memorie Culturală.

## Rebreanu în cultura populară

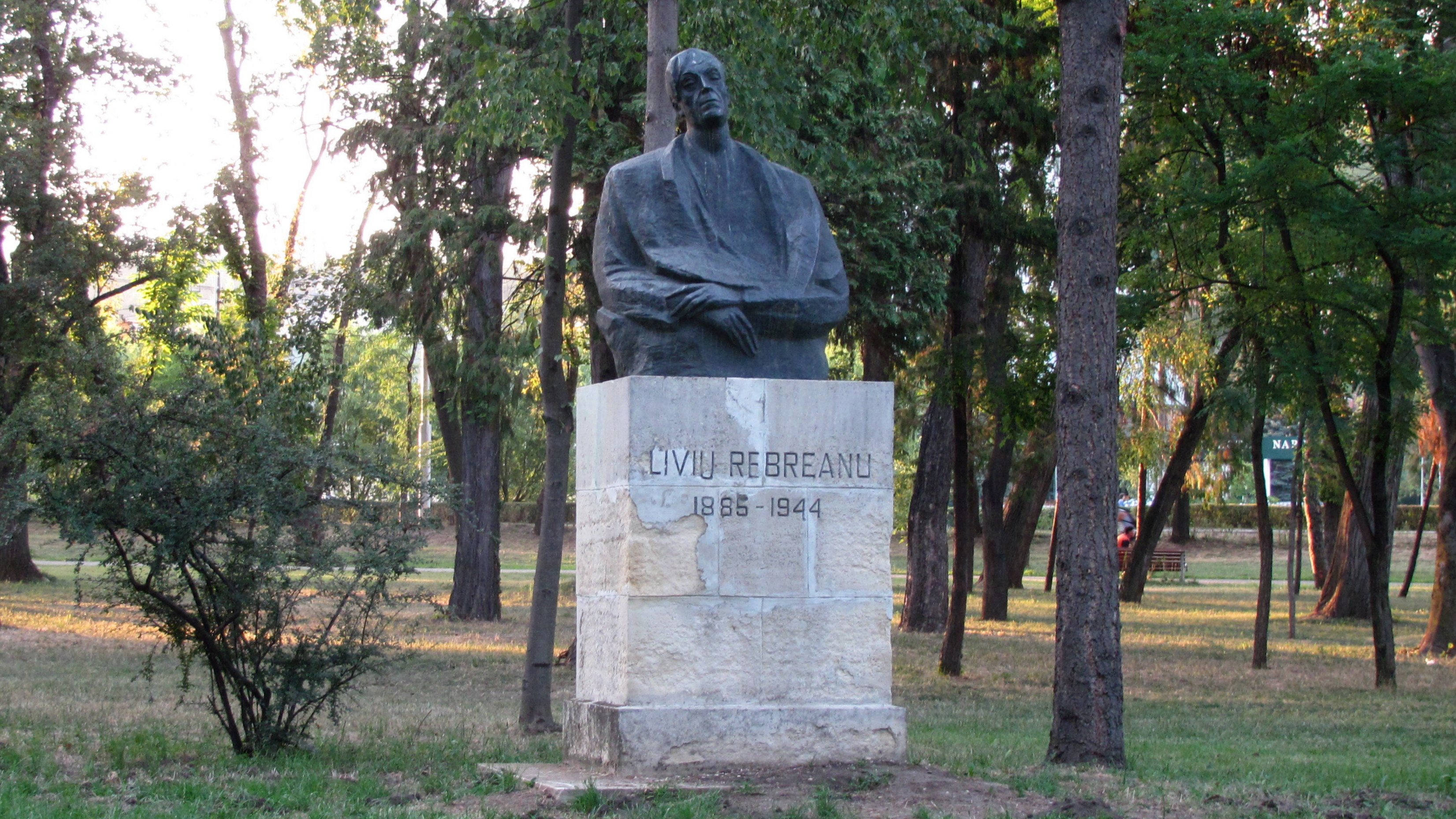
Bustul lui Liviu Rebreanu (din Cluj-Napoca Parcul Simion Bărnuțiu

- Anual, la Aiud, se desfășoară Zilele Culturale „Liviu Rebreanu”.
- Tot anual, la Bistrița, are loc Festivalul Național de Teatru „Liviu Rebreanu”.
- Lunar, secția de artă a Bibliotecii Județene Mureș organizează Cenaclul „Liviu Rebreanu”.

### Eponime
Lista de mai jos (fără pretenție de exhaustivitate) cuprinde instituții al căror nume a fost dat în cinstea scriitorului:
- Biblioteca Liviu Rebreanu din București
- Grupul Scolar „Liviu Rebreanu” din comuna Hida, Judetul Salaj
- Sala Liviu Rebreanu din cadrul Teatrului Național Ion Luca Caragiale
- Colegiul Național „Liviu Rebreanu” din Bistrița
- Centrul Cultural „Liviu Rebreanu” din Aiud
- Biblioteca „Liviu Rebreanu” din Aiud
- Bulevardul Liviu Rebreanu din Timișoara
- Strada Liviu Rebreanu din Drobeta Turnu-Severin
- Școala Generală „Liviu Rebreanu” din Cluj-Napoca
- Grupul Școlar "Liviu Rebreanu" din Mozăceni, județul Argeș
- Grupul Școlar „Liviu Rebreanu” din Maieru
- Grupul Școlar „Liviu Rebreanu” din Bălan, județul Harghita
- Școala „Liviu Rebreanu” din Mioveni, Argeș
- Liceul Teoretic „Liviu Rebreanu” din Turda
- Gimnaziul de stat „Liviu Rebreanu” din Târgu-Mureș
- Compania de teatru „Liviu Rebreanu” din cadrul Teatrului Național Târgu-Mureș
- Localitatea Liviu Rebreanu, Bistrița-Năsăud
- Strada Liviu Rebreanu, din București, sectorul 3.

În fiecare municipiu există probabil străzi, piețe, școli generale sau licee care poartă numele marelui prozator.

## Numismatică
Cu prilejul împlinirii a 125 de ani de la nașterea scriitorului Liviu Rebreanu, Banca Națională a României a pus în circulație, la 10 decembrie 2010, o monedă comemorativă din argint, având titlul de 999‰. Valoarea nominală a monedei este de 10 lei. Moneda este rotundă, cu diametrul de 37 mm, are marginea zimțată și cântărește 31,1030 de grame. A fost emisă într-un tiraj de 1000 de exemplare, de calitate proof. Moneda are putere de circulație pe teritoriul României.